# Fatima (film)
Fatima is een Franse film uit 2015, geschreven en geregisseerd door Philippe Faucon, gebaseerd op de boeken Prière à la lune (2006) en Enfin, je peux marcher seule (2011) van Fatima Elayoubi. De film ging in première op 20 mei op het Filmfestival van Cannes in de sectie Quinzaine des réalisateurs.

## Verhaal
Fatima is een gescheiden vrouw van Noord-Afrikaanse afkomst die in Frankrijk woont. Ze staat alleen in voor de opvoeding van haar twee dochters, de vijftienjarige Souad, een rebelse tiener en de achttienjarige Nesrine die met de studie geneeskunde aanvangt. Doordat ze de Franse taal niet goed machtig is en haar kinderen, die opgevoed zijn in Frankrijk, slecht Arabisch spreken, is de communicatie met haar kinderen niet goed. Ze werkt voor verschillende bedrijven als poetsvrouw om haar dochters een zo goed mogelijke opleiding te kunnen geven. Op een dag krijgt ze een ongeval op het werk en is ze gedwongen tot langdurige immobiliteit. Ze begint een dagboek in het Arabisch bij te houden voor haar dochters en zet zich in om Frans te leren.

## Rolverdeling
| Acteur           | Personage |
| ---------------- | --------- |
| Soria Zeroual    | Fatima    |
| Zita Hanrot      | Nesrine   |
| Kenza Noah Aïche | Souad     |

## Productie
De film werd bekroond met de Prix Louis-Delluc 2015 en kreeg 4 nominaties voor de Césars 2016.